# Teplivka, Simferopol
Teplivka (în ucraineană Теплівка) este un sat în așezarea urbană Mîkolaiivka din raionul Simferopol, Republica Autonomă Crimeea, Ucraina.

## Demografie
Componența lingvistică a localității Teplivka
     Tătară crimeeană (53,2%)
     Rusă (33,24%)
     Ucraineană (10,17%)
     Romani (1,97%)
     Alte limbi (0,38%)
Conform recensământului din 2001, majoritatea populației localității Teplivka era vorbitoare de tătară crimeeană (53,2%), existând în minoritate și vorbitori de rusă (33,24%), ucraineană (10,17%) și romani (1,97%).